# کارخانه کاشی و سرامیک کازرون
کارخانه کاشی و سرامیک کازرون در ایران شهرستان کازرون، بخش مرکزی دهستان دریس استان فارس واقع شده‌است. این کارخانه که برای بیش از 300 کارگر اشتغال زایی ایجاد کرده بود؛ در ابتدای سال 1388 تعطیل شد. 